# Le Grand (Californië)
Le Grand is een plaats (census-designated place) in de Amerikaanse staat Californië, en valt bestuurlijk gezien onder Merced County.

## Demografie
Bij de volkstelling in 2000 werd het aantal inwoners vastgesteld op 1760.

## Geografie
Volgens het United States Census Bureau beslaat de plaats een oppervlakte van
9,3 km², geheel bestaande uit land. Le Grand ligt op ongeveer 83 m boven zeeniveau.

## Plaatsen in de nabije omgeving
De onderstaande figuur toont nabijgelegen plaatsen in een straal van 40 km rond Le Grand.